# George Berkeley, 1. Earl of Berkeley
George Berkeley, 1. Earl of Berkeley (getauft 23. April 1627; † 14. Oktober 1698) war ein englischer Peer, Politiker und Kaufmann.

## Leben
Er war der jüngere Sohn des George Berkeley, 8. Baron Berkeley aus dessen Ehe mit Elizabeth Stanhope. Er besuchte das Christ Church College der Universität Oxford, ohne dort einen Abschluss zu erreichen.
Von 1654 bis 1656 war er als Knight of the Shire für Gloucestershire Mitglied des House of Commons.
Da sein älterer Bruder Charles bereits 1640 kinderlos im Ärmelkanal ertrunken war, erbte George beim Tod seines Vaters am 10. August 1658 dessen Adelstitel als 9. Baron Berkeley und wurde dadurch Mitglied des House of Lords.
Im Mai 1660 wurde er Teil der Gesandtschaft, die den exilierten König Karl II. in Den Haag besuchte um ihn zur Rückkehr nach England einzuladen.
Von 1660 bis 1689 hatte er das Amt des Custos Rotulorum von Gloucestershire, sowie von 1689 bis 1698 das des Custos Rotulorum von Surrey inne. 1678 wurde er ins Privy Council aufgenommen.
Von 1660 bis 1698 war er Mitglied der East India Company sowie von 1673 bis 1696 Gouverneur der Levant Company. Am 10. Januar 1663 wurde er Gründungsmitglied der Royal African Company und wurde am 20. Mai 1663 als Original Fellow in die Royal Society aufgenommen.
Am 11. September 1679 wurde er zum Earl of Berkeley und Viscount Dursley, in the County of Gloucester, erhoben. 1681/82 hatte er das Amt des Master of Trinity House inne.
Er starb 1698 und wurde in Cranford bestattet.

## Ehe und Nachkommen
Am 11. August 1646 heiratete er in Morden Elizabeth Massingberd, Tochter des John Massingberd, Schatzmeister der East India Company. Mit ihr hatte er zwei Söhne und sechs Töchter:
- Charles Berkeley, 2. Earl of Berkeley (1649–1710);
- Rev. George Berkeley († 1694), ⚭ Jane Cole;
- Lady Elizabeth Berkeley († 1681) ⚭ William Smith, Barrister am Inner Temple;
- Lady Theophilia Berkeley (1650–1707) ⚭ (1) Sir Kingsmill Lucy, 2. Baronet, ⚭ (2) Robert Nelson;
- Lady Arabella Berkeley ⚭ Sir William Pulteney;
- Lady Mary Berkeley († 1719) ⚭ (1) Ford Grey, 1. Earl of Tankerville, ⚭ (2) Richard Rooth, Gutsherr von Epsom in Surrey;
- Lady Henrietta Berkeley (1665–1706);
- Lady Arethusa Berkeley († 1743) ⚭ Charles Boyle, 3. Viscount Dungarvan, 3. Baron Clifford (1639–1694).

Seinen Earlstitel erbte 1698 sein ältester Sohn Charles, der bereits 1689 durch Writ of Acceleration vorzeitig seinen Titel eines Baron Berkeley geerbt hatte.